# نووسیبیرسک
نووسیبیرْسْک (روسی: Новосиби́рск)(به انگلیسی:Novosibiresk) (تقطیع حروف:Noe' voe"h Sii bi ra'esk) سومین شهر بزرگ روسیه پس از مسکو و سن پترزبورگ است. بزرگ‌ترین شهر و مرکز اداری استان نووسیبیرسک و ناحیه فدرال سیبری در روسیه است. در سرشماری سال ۲۰۲۱ میلادی، جمعیت آن ۱٬۶۳۳٬۵۹۵ نفر بود، که آن را به پرجمعیت‌ترین شهر سیبری و سومین شهر پرجمعیت روسیه پس از مسکو و سن پترزبورگ تبدیل کرد. این شهر در جنوب غربی سیبری و در ساحل رودخانه اوب واقع شده است. این شهر در سال ۱۸۹۳ به‌طور رسمی در روسیه تزاری ثبت گردید. در ۱۰ ژانویه ۱۹۰۳ میلادی دولت روسیه تزاری یک برنامه گسترش اولیه به آن بخشید. و در ۲۸ دسامبر ۱۹۰۴ میلادی برنامه دوم را اجرا کرد. شهردار این شهر هم‌اکنون آنتولی لوکوت است. مساحت کل شهر ۵۰۲٫۷ کیلومتر مربع می‌باشد. ارتفاع شهر ۱۵۰ متر بالاتر از دریا است. در سال ۲۰۱۰ جمعیت نووسیبرسک ۱ میلیون و ۴۷۳ هزار و ۷۵۴ نفر بود. که طبق آمار سال جدید، ۹/۴ درصد رشد جمعیتی داشته است. تراکم جمعیت ۲۴۰۰ نفر بر کیلومتر مربع می‌باشد. منطقه زمانی UTC +7 است.
این شهر با ۱٫۶ میلیون نفر جمعیت (سال ۲۰۲۲) پرجمعیت‌ترین و بزرگ‌ترین شهر ایالت سیبری روسیه نیز می‌باشد.
نووسیبیرسک در جنوب شرقی دشت سیبری غربی واقع شده است و مرکز جمهوری نووسیبیرسک است.

## نامگذاری
شهر نووسیبیرسک در سال ۱۸۹۳ بنیاد شد و تا سال ۱۹۲۵ نوو-نیکولایوسک نامیده می‌شد. آن نام به تزار نیکلای دوم اشاره داشت.

## تاریخ
شهر در ۱۸۹۳ پایه‌گذاری شده است. در محل بعدی یکی از پل‌های راه‌آهن سراسری سیبری بر روی رود اب. نام نخستین آن نوونیکلایوسک (Новониколаевск) بود.

## حمل و نقل

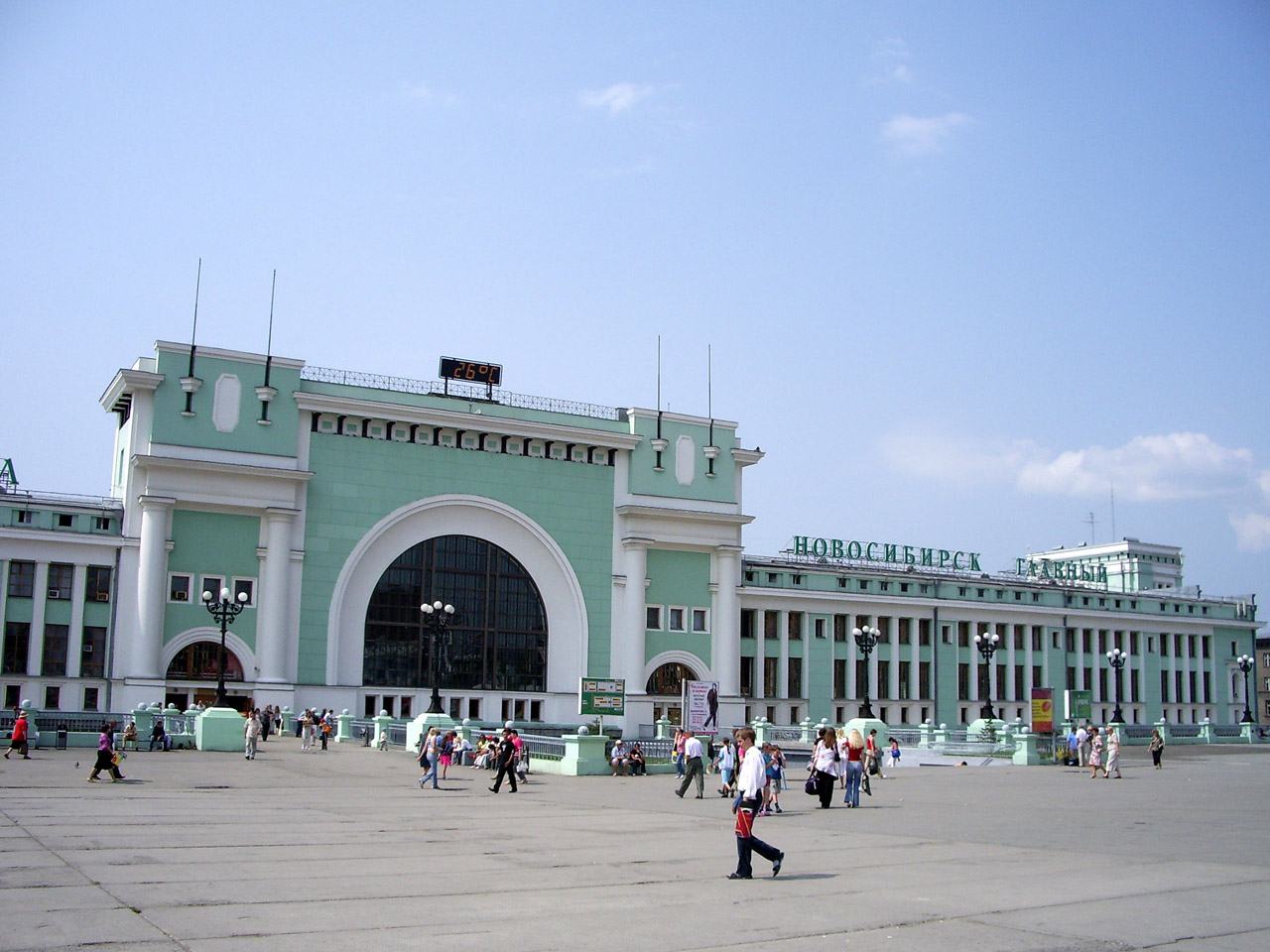
ایستگاه خط آهن سراسری سیبری در نووسیبیرسک

نووسیبیرسک سومین شهر بزرگ روسیه (پس از مسکو و سن پترزبورگ) و نخستین شهر در سیبری است که سامانه مترو در آن راه‌اندازی شده است. فرودگاه تولمچوا در نووسیبیرسک به‌طور منظم پروازهایی به اروپا، آسیا و دیگر شهرهای روسیه دارد. تولمچوا مرکز تبادل سفر شرکت هواپیمایی روسی اس۷ ایرلاینز است.

## مترو
متروی نووسیبیرسک در سال ۱۹۸۶ تأسیس شده و هم‌اکنون دارای ۲ خط و ۱۳ ایستگاه می‌باشد.

## اقتصاد

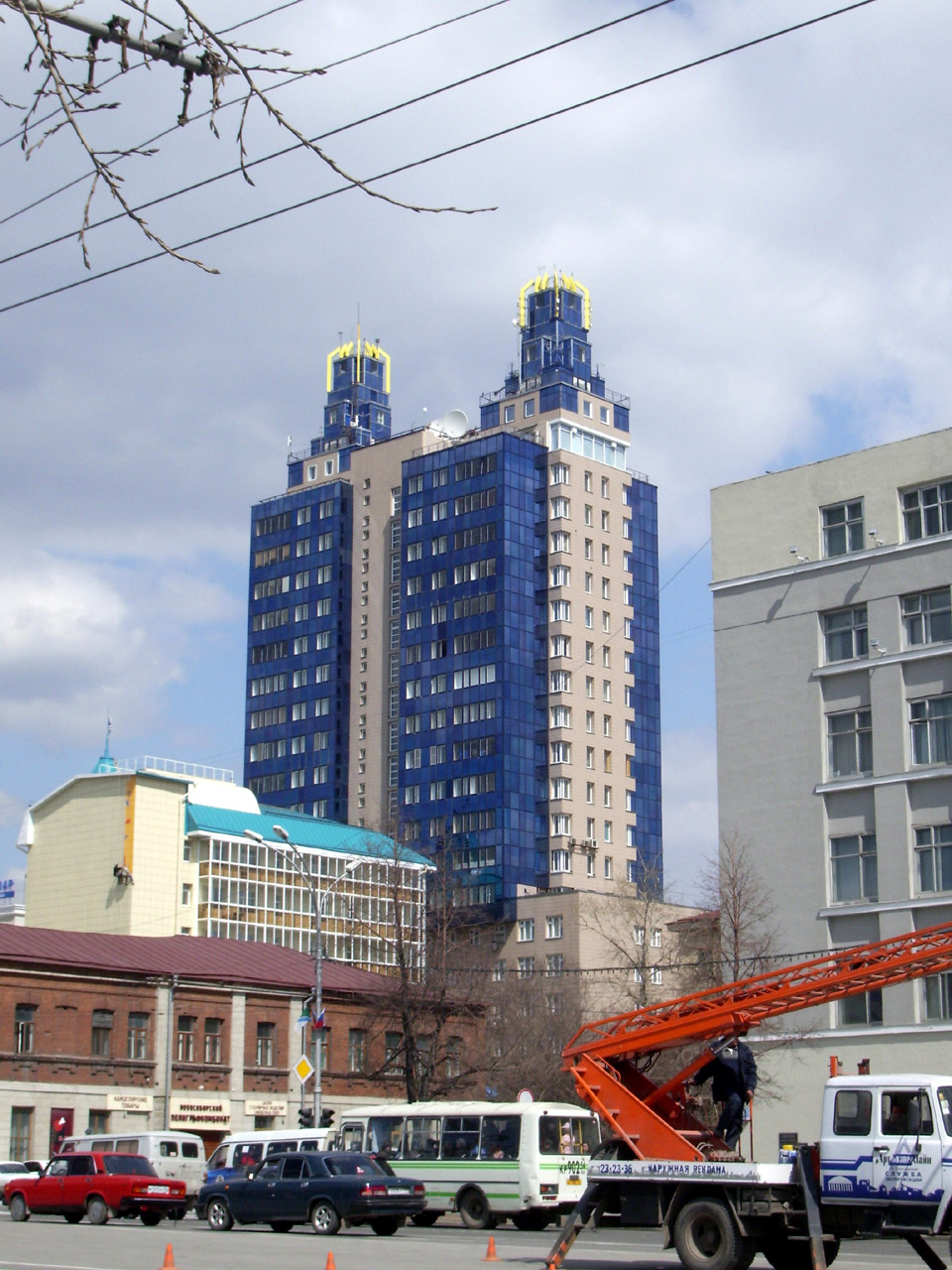
یکی از برج‌های جدید شهر در سال ۲۰۰۶

نووسیبیرسک مرکز صنعتی بزرگی است. صنایع موجود در آن عبارت از ۲۱۴ شرکت بزرگ و متوسط اندازه صنعتی است و آنها بیش از دو سوم همه محصولات صنعتی ناحیه نووسیبیرسک را تولید می‌کنند. صنایع پیشرو عبارت است از، هوافضا، سوخت هسته‌ای، ژنراتورهای توربو و برق‌آبی، ماشین‌آلات نساجی، ماشین‌آلات کشاورزی، تولیدات قطعات و وسایل الکترونیکی و متالورژی.
بنا به گزارش شبکه تلویزیونی آر بی سی، نووسیبیرسک در سال ۲۰۰۸ سومین شهر پرجاذبه برای تجارت در روسیه بوده (در حالی که سال قبل‌تر در جایگاه سیزدهم بوده است).

## ورزش

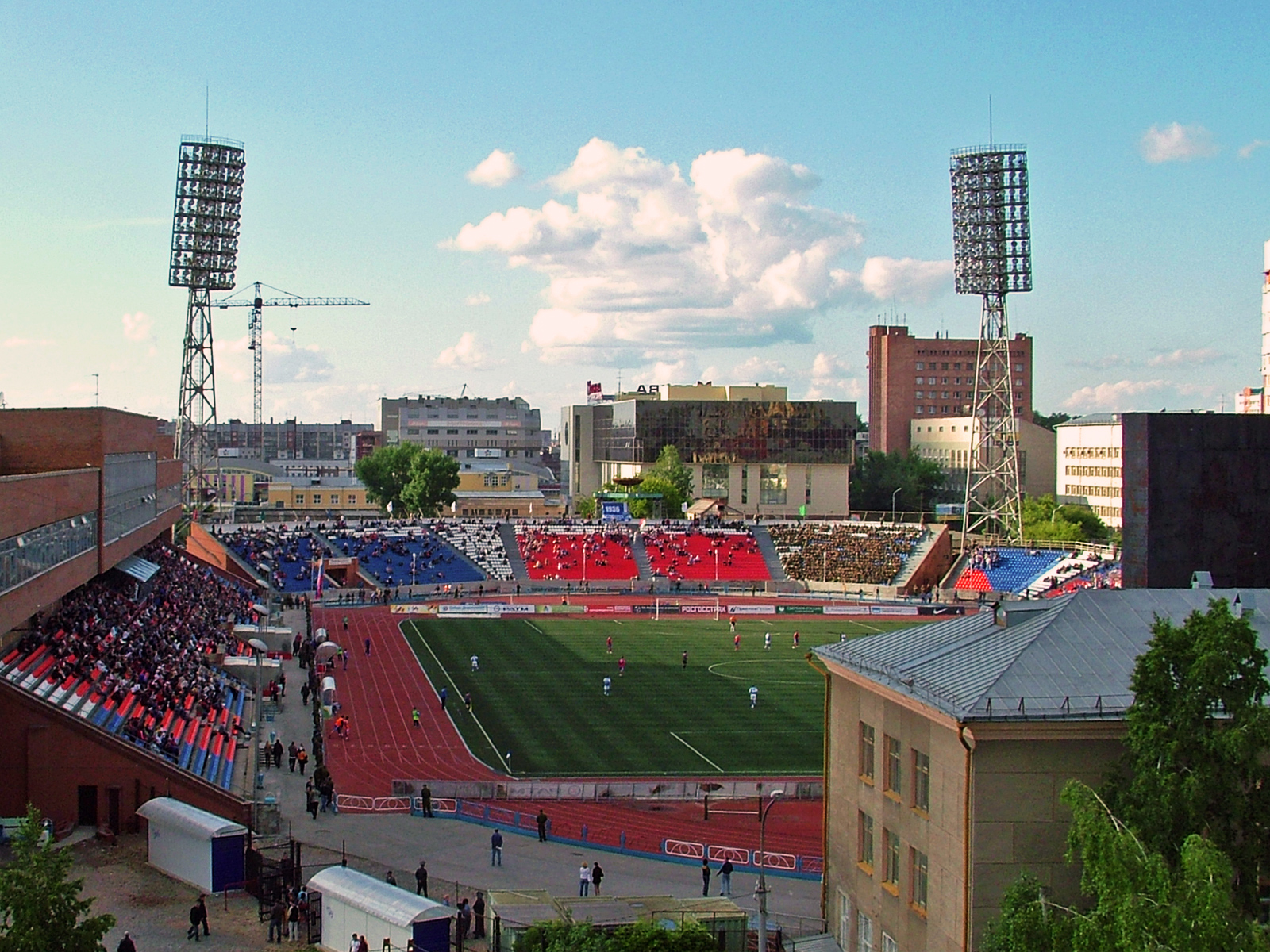
ورزشگاه اسپارتاک نووسیبیرسک

چندین تیم ورزشی حرفه‌ای در نووسیبیرسک فعال هستند.
| باشگاه                         | ورزش        | تاریخ تأسیس | لیگ فعلی                     | لیگ جایگاه | ورزشگاه                   |
| ------------------------------ | ----------- | ----------- | ---------------------------- | ---------- | ------------------------- |
| اف سی سیبر نووسیبیرسک          | فوتبال      | ۱۹۳۴        | لیگ ملی فوتبال روسیه         | دوم        | استادیوم اسپارتاک         |
| اچ سی سیبر نووسیبیرسک          | هاکی روی یخ | ۱۹۶۲        | لیگ قاره‌ای هاکی              | نخست       | کاخ ورزش‌های زمستانی سیبری |
| سیبسلمش نووسیبیرسک             | بندی        | ۱۹۳۷        | سوپر لیگ بندی روسیه          | نخست       | استادیوم سیبسلمش          |
| بی سی نووسیبیرسک               | بسکتبال     | ۲۰۱۱        | سوپرلیگ بسکتبال روسیه        | دوم        | اس کی کی سور              |
| دبلیو بی سی داینامو نووسیبیرسک | بسکتبال     | ۱۹۵۵        | لیگ برتر بستکتبال زنان روسیه | نخست       | اس کی کی سور              |
| لوکوموتیو نووسیبیرسک           | والیبال     | ۱۹۷۷        | سوپرلیگ والیبال روسیه        | نخست       | اس کی کی سور              |
| سیبریاک نووسیبیرسک             | فوتسال      | ۱۹۸۸        | سوپرلیگ فوتسال روسیه         | نخست       | مرکز ورزشی ان اس ای ای ای |

نووسیبیرسک منزلگاه چندین قهرمان سابق المپیک، شامل الکساندر کارلین دوازده دوره قهرمان جهان در کشتی فرنگی کسی که از طرف فیلا به عنوان بهترین فرنگی‌کار قرن بیستم برگزیده‌شد وهمچنین رومن ولاسوف قهرمان کشتی فرنگی جهان می‌باشد.